# ¡Viva mi desgracia!
¡Viva mi desgracia! es una película de comedia mexicana de 1943, dirigida por Roberto Rodríguez y protagonizada por Pedro Infante, María Antonieta Pons, Queta Lavat, Florencio Castelló, Dolores Camarillo y Eduardo Arozamena.

## Sinopsis
Un hombre que, pese a su dinero, impide que una mujer se enamore de él desinteresadamente, siendo esta su mala suerte, hasta que se encuentra con la mujer que en verdad lo quiere y cambia su destino de desamor.
- Datos: Q25400169